# Італійка (картина ван Гога)
Італі́йка (нід. De Italiaanse, італ. L'Italienne)[1] — картина олійними фарбами на полотні (кат. №: F 381, JH 1355), написана Вінсентом ван Гогом у грудні 1887 року під час перебування в Парижі, також відома під назвою «Італійка з гвоздиками» або «Портрет жінки з гвоздиками». Картина знаходиться в національному музеї д'Орсе у Парижі.

## Особа на портреті

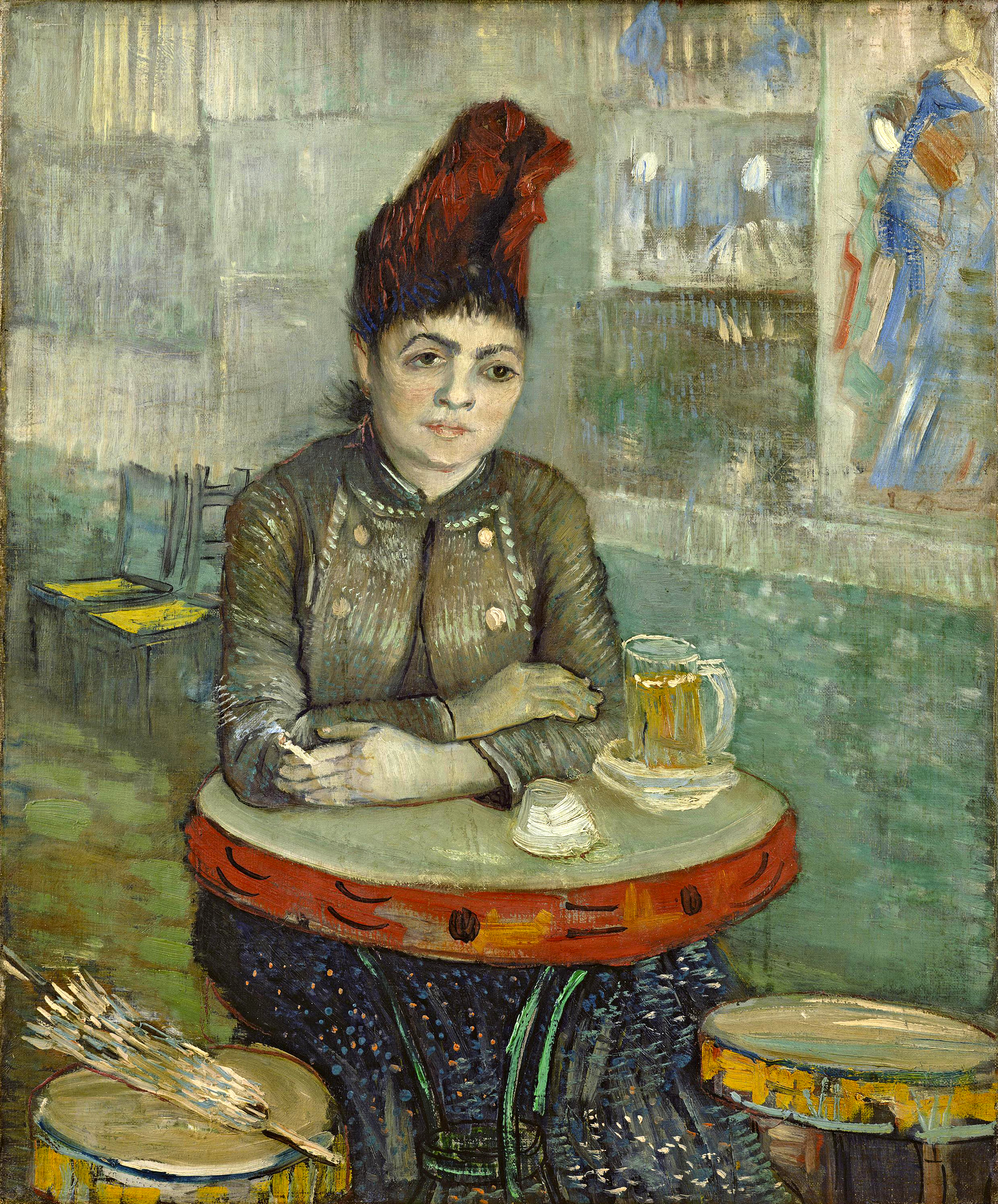
Картина "Агостіна Сегаторі в кафе «Тамбурин», Вінсент ван Гог, 1887 рік, Музей Ван Гога Амстердам

«Італійка» — це вірогідно, портрет Агостіни Сегаторі (1843—1910), моделі Каміля Коро, Жана-Леона Жерома, Едуара Мане, з якою ван Гог, схоже, мав короткі романтичні стосунки за кілька місяців до написання цього портрета. Агостіна Сегаторі — італійка, яка перебралася в Париж, де на бульварі Кліші відкрила кафе «Тамбурин». Після короткочасної приязні її роман з ван Гогом закінчився бурхливим розривом. Агостіна була старша за художника на 12 років.

## Опис
Вінсент ван Гог зобразив жінку фронтально, одягненою у фольклорний костюм, з червоною хусткою на голові, яка покриває її чорне волосся. Однорідна жовта пляма фона позбавляє картину перпективних ознак, надаючи їй певної двовимірності унаслідок браку тіней та перспективи. З правого боку та зверху картини намальована рамка, кольори якої зіставні з кольорами спідниці моделі.
Під час перебування в Парижі з березня 1886 року до лютого 1888 року, ван Гог познайомився з науковою теорією кольору, розробленою неоімпресіоністами. Він також дуже зацікавився японськими гравюрами на дереві. У портреті «Італійка» він досягнув власного синтезу цих двох стилів. Кілька елементів нагадують японські гравюри: асиметрична облямівка, стилізація моделі в портреті без тіні чи перспективи, монохромний фон. Неоімпресіоністи поєднують додаткові кольори, щоб посилити сприйняття. Вінсент ван Гог робить подібним чином, поєднуючи червоні та зелені, сині та помаранчеві кольори, але тут він не використовує пуантилістського підходу Жоржа Сера чи Поля Сіньяка. Якщо художники-пуантилісти наносили колір на полотно за допомогою крихітних ліній або крапок, то тут ван Гог послуговується тоншими чи грубшими мазками, які переплітаються, але не перетинаються. Водночас вплив пуантилізму також очевидний: зіставлянням кольорів (червоний і зелений, синій і помаранчевий) ван Гог посилює їхні світлові якості. Окреслюючи обличчя жінки мазками, які вловлюють світло та колір, надаючи її шкірі життя, він використовує також імпресіоністичну техніку. Жорсткі та експресивні кольори показують ван Гога як попередника фовізму.

## Власники картини
- Після смерті художника та його брата Тео картина перейшла до вдови брата, Йоганни Бонгер.
- З 1931 картина перебувала у володінні галереї Поля Розенберга (Париж), пізніше до 1965 року — у власності баронеси Єви Гебхард-Гурго, коли баронеса заповіла її Лувру.
- Картина передана до Національної галереї Же де Пом, а 1986 року — до музею д'Орсе.